# H. Köttgen & Co

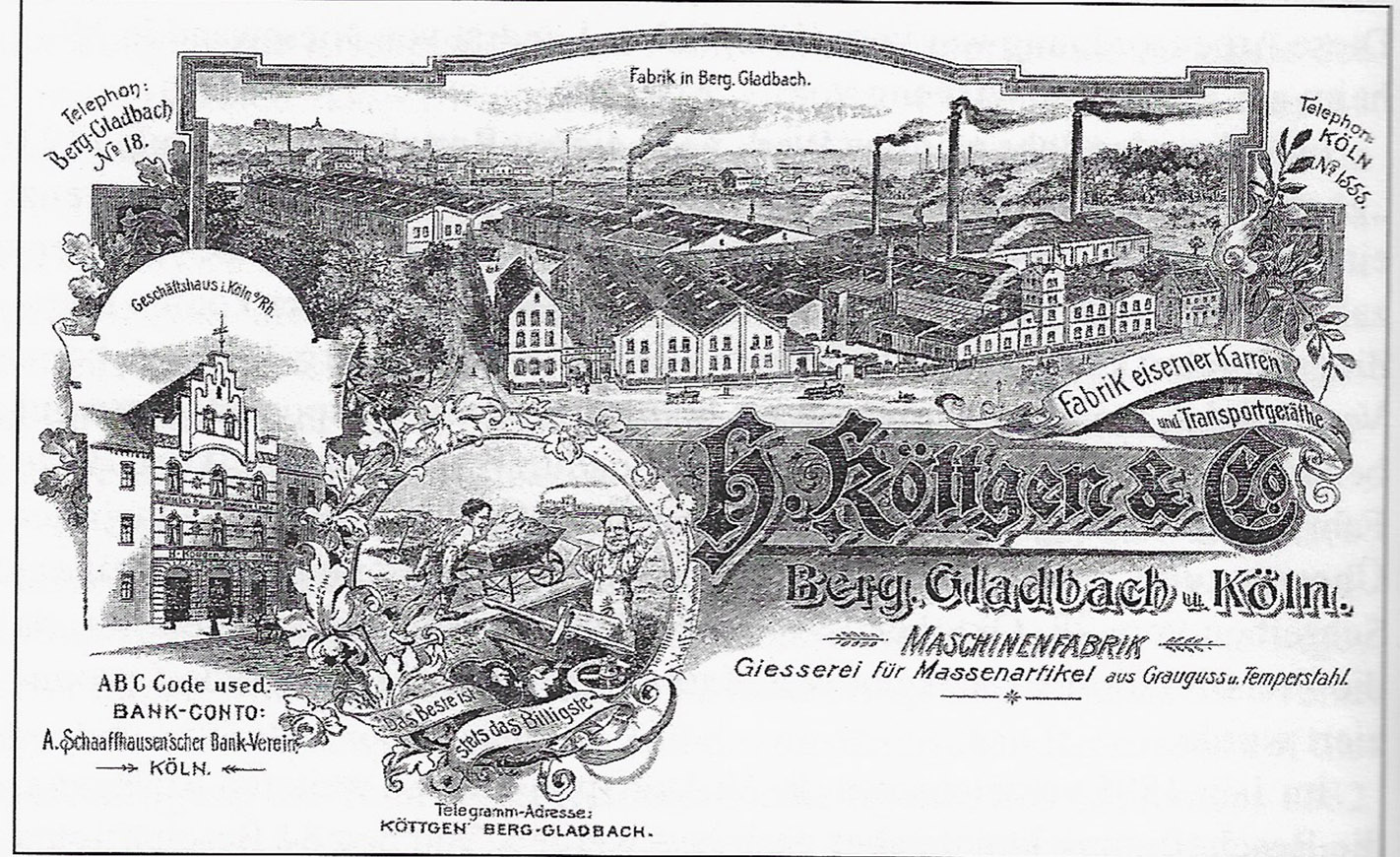
Briefkopf der Firma H. Köttgen Co. von 1897

Die Firma H. Köttgen & Co, zeitweise auch „& Cie“, war ein von 1874 bis 1995 bestehendes Metallbau- und Gießereiunternehmen in Bergisch Gladbach.

## Geschichte
Gegründet wurde das Unternehmen 1874 von Alfons Tellering als Fabrik schmiedbarer Gusseisenwaren, die hier erstmals im Rheinland im sog. Temperguss hergestellt wurden. Mit Beginn des Jahres 1879 trat Hermann Köttgen als Teilhaber in das Unternehmen ein, das daraufhin als „Alfons Tellering & Köttgen“ firmierte. Nachdem Tellering Mitte 1881 ausgeschieden war, erhielt das Unternehmen den endgültigen Namen „H. Köttgen & Co“.
Paul Köttgen, Bruder des Inhabers, war zunächst Kommanditist und ab Januar 1885 Vollhafter; nach dem Tod Hermann Köttgens im Jahre 1904 wurde Paul Alleininhaber. Prokurist war ab April 1906 auch dessen Schwager, Major Richard Feiber, der sich an der Mülheimer Straße ein repräsentatives Wohnhaus errichten ließ.
Nachdem zunächst vor allem Nägel, Hufeisen und Schuhbeschläge hergestellt worden waren, folgten bald weitere Kleineisenartikel wie Fenster- und Gardinenstangen, Schraubenschlüssel und Riemenschlösser. Aus der Herstellung von gusseisernen Rädern („Grubenräder“) entwickelte sich der Bau von eisernen Schubkarren, der bald auf Loren  und andere Transportgeräte erweitert wurde.
Im Jahre 1890 wurde, angeregt durch die beginnende Elektrifizierung, die Herstellung von „elektrotechnischen Installationsartikeln“ und Kabelgarnituren aufgenommen. Sie wurde nach Insolvenz des Gesamtunternehmens 1995 als eigenständige Marke weitergeführt.
Von 12 Mitarbeitern im Jahre 1879 stieg die Zahl auf etwa 40 in den 1880er Jahren. In den 1890er Jahren verdoppelte sich die Zahl der Mitarbeiter und blieb zunächst konstant. Fast zwei Drittel der Arbeiter waren „jugendlich“, d. h. unter 21 Jahren alt, 17 sogar zwischen 14 und 16 Jahren. Der Bau eines neuen Kupolofens im Jahre 1895 setzte einen langsamen Zuwachs der Belegschaft in Gang. Ebenfalls 1895 wurde auf der Severinstraße in Köln ein eigenes Ladengeschäft eröffnet, das bis 1929 bestand. Um 1900 umfasste die Belegschaft etwa 120 Personen. Der Briefkopf des Unternehmens zeigte neben dem Werbespruch „Das Beste ist stets das Billigste“ einen zufriedenen Käufer von Köttgens eiserner „Patentschubkarre“ neben einem Pechvogel mit zerbrochener Holzkarre.
Anfang 1899 begann eine Erweiterung der Fabrik durch ein neues Produktionsgebäude sowie ein Maschinenhaus mit Dampfkessel und Schornstein. Im Jahre 1902 nahm die Firma an der Industrie und Gewerbeausstellung in Düsseldorf mit einem eigenen Ausstellungspavillon teil, der danach auf dem Firmengelände wieder aufgebaut wurde (s. u.).
Die Ausstellung führte zu einem schnell wachsenden Absatz, dem ab 1904 durch neue Erweiterungen der Fabrik und etwa die Anlage einer galvanischen Verzinkerei und eines zusätzlichen Dampfkessels entsprochen wurde. Im Jahre 1907 wurden zwei Friktionshämmer aufgestellt, die Gießerei 1910 erweitert, wobei es bereits zu Problemen mit störenden Emissionen kam.
Die Beschäftigtenzahl lag inzwischen bei etwa 200. Für die Serienfertigung wurde ein System entwickelt. Zu den Kunden gehörten inzwischen neben der lokalen Wirtschaft, insbesondere auch dem Erzbergbau, auch als Großabnehmer die Reichspost und die Eisenbahn. Auch wurde exportiert.
Im Ersten Weltkrieg wurde durch Lieferungen an das Militär die Produktion und Beschäftigtenzahl aufrechterhalten; nach Kriegsende schrumpfte sie aber zunächst fast auf null. Vom Dezember 1918 bis Frühjahr 1920 war die Fabrik von der Britischen Besatzung belegt, die hier Mannschaften, aber auch Fahrzeuge und Pferde unterbrachte. Erst im Frühjahr 1920 konnte die Fabrik wieder hergerichtet und in Betrieb genommen werden. 1924 waren bereits wieder 190 Beschäftigte zu verzeichnen. Als neue Investitionen wurden 1925 ein Lufthammer und 1927 ein neuer Kupolofen aufgestellt; die Belegschaft erreichte zur gleichen Zeit 320 Personen.
Die Weltwirtschaftskrise ab Herbst 1929 traf das Unternehmen hart; die Zahl der Beschäftigten sank bis auf den Tiefpunkt von 136 im Oktober 1931, um bis Ende der 1930er Jahre wieder auf ca. 250 anzusteigen. Nach dem Zweiten Weltkrieg, in dem das Werksgelände zu etwa 80 % zerstört worden war, begann ein Wiederaufbau an alter Stelle. Schwerpunkt blieb auch mit zahlreichen Innovationen der Bau von Transportgeräten für den innerbetrieblichen Gebrauch.
Ende der 1950er Jahre stieg die Mitarbeiterzahl bis auf fast 500 Personen, um sich später auf ca. 350 einzupendeln. Ein Netz eigener Vertriebsbüros in der ganzen Bundesrepublik sicherte den Absatz; wiederum waren Post und Bahn wichtige Großkunden. Dritter Unternehmenszweig neben Transportgeräten und Eletrozubehör war der Blitzgerüstbau aus Leichtmetall nach Patent. Trotz der Erneuerung der Werksanlagen in den 1970er Jahren musste die Firma 1995 Konkurs anmelden. Einige historische Dokumente gelangten als Bestand 142 ins Rheinisch-Westfälische Wirtschaftsarchiv Köln und sind dort bisher nicht aufgearbeitet.
Die Sparte „Kabelgarnituren“ wurde als eigenständiges Unternehmen von der Höhne GmbH in Pinneberg übernommen und 2014 von Bergisch Gladbach nach Kaltenkirchen verlagert.

## Lage
Die Firma Köttgen gehörte mit der Firma Berger & Co und dem Kalkwerk Cox zu den Unternehmen im Umfeld des Bergisch Gladbacher Bahnhofs. Das Firmengelände befand sich zwischen Paffrather, Jakob- und Johann-Wilhelm-Lindlar-Straße.
Bei der Neugestaltung der letzteren wurden 1976 die Altbauten des Unternehmens abgebrochen, die einst die prägende Fassade zur Stadt hin bildeten. Stattdessen wurden im Westen des Geländes neue Hallen errichtet. Nach der Stilllegung 1995 wurde im westlichen Teil des Werksgeländes ein Baumarkt angesiedelt. Die heterogenen Baubestände im Ostteil erfuhren verschiedene gewerbliche Umnutzungen. Brachliegende Hallen dienten Graffitimalern als Galerie und sind bei Fotografen der Lost Places-Szene sehr beliebt. Im Frühjahr 2017 wurde eine großflächige Sanierung und Neubebauung des Geländes angekündigt.

## Der Köttgen-Pavillon

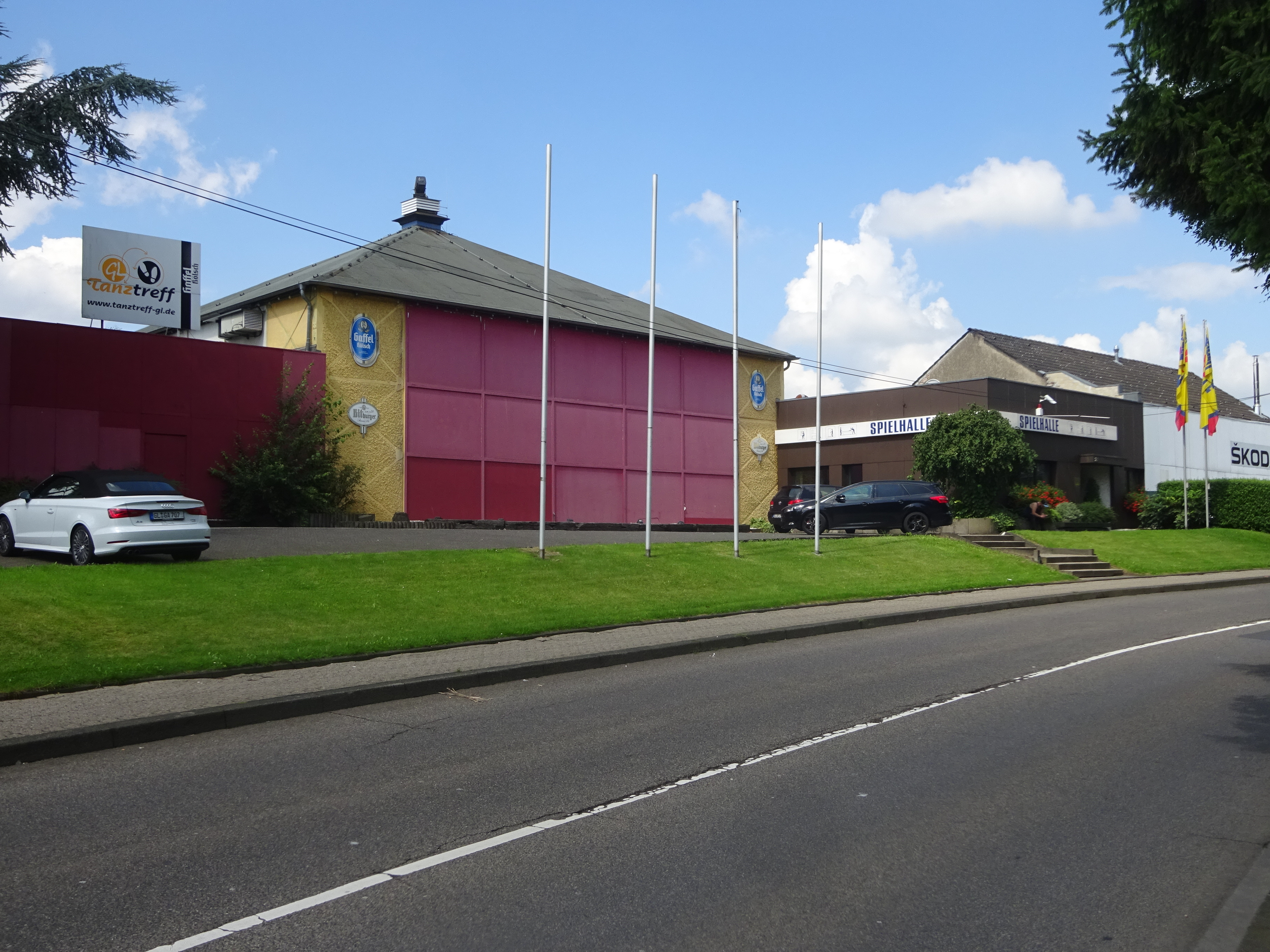
Köttgen-Pavillon, Straßenseite, 2017

Auf der Düsseldorfer Industrie- und Gewerbeausstellung des Jahres 1902 ließ die Firma H. Köttgen & Co einen eigenen Ausstellungspavillon errichten. Er bestand aus einem tragenden Stahlskelett und einer Stuckfassade in Jugendstilformen. Nach der Veranstaltung wurde der Köttgen-Pavillon ohne die Fassaden im nordöstlichen Bereich des Firmengeländes wieder errichtet und nahm eine Schmiedewerkstatt auf. Die Eingangsseite war dabei die heutige Rückseite. Wie bereits in Düsseldorf wurde der Pavillon mit zwei symmetrisch angeordneten, pultdachgedeckten Abseiten erweitert, jedoch nicht mehr als offene Dächer, sondern als geschlossene Eisenbetonkonstruktion. Die ursprüngliche Jugendstildekoration des Köttgen-Pavillons wurde nach der Versetzung nach Bergisch Gladbach nicht wieder angebracht. Die um 1975 neu angelegte Seite, die der Johann-Wilhelm-Lindlar-Straße (Hausnr. 25) zugewandt ist, war ursprünglich die Rückseite des Pavillons.
Als einer von wenigen Werksbauten überlebte der Pavillon den Zweiten Weltkrieg weitgehend unbeschädigt und wurde nach Auflösung des Unternehmens zur Vergnügungsstätte umgebaut; heute befinden sich hier ein Tanzstudio und im nördlichen Anbau eine Spielhalle. Im Sommer 2017 wurde der Pavillon im Rahmen einer Masterarbeit im Fach Architektur der TH Köln (ehem. Fachhochschule Köln-Deutz) behandelt. 2020 wurde der Pavillon in die Liste der Baudenkmäler in Bergisch Gladbach aufgenommen.
Im Jahr 2022 wurde einer der beiden Seitenflügel des leerstehenden Pavillons abgebrochen. Geplant ist die Sanierung und Umnutzung als Ausstellungsfläche für den Autohandel.
Nachfolgend sind Bilder des Pavillons aus dem Jahr 2017 zu sehen.

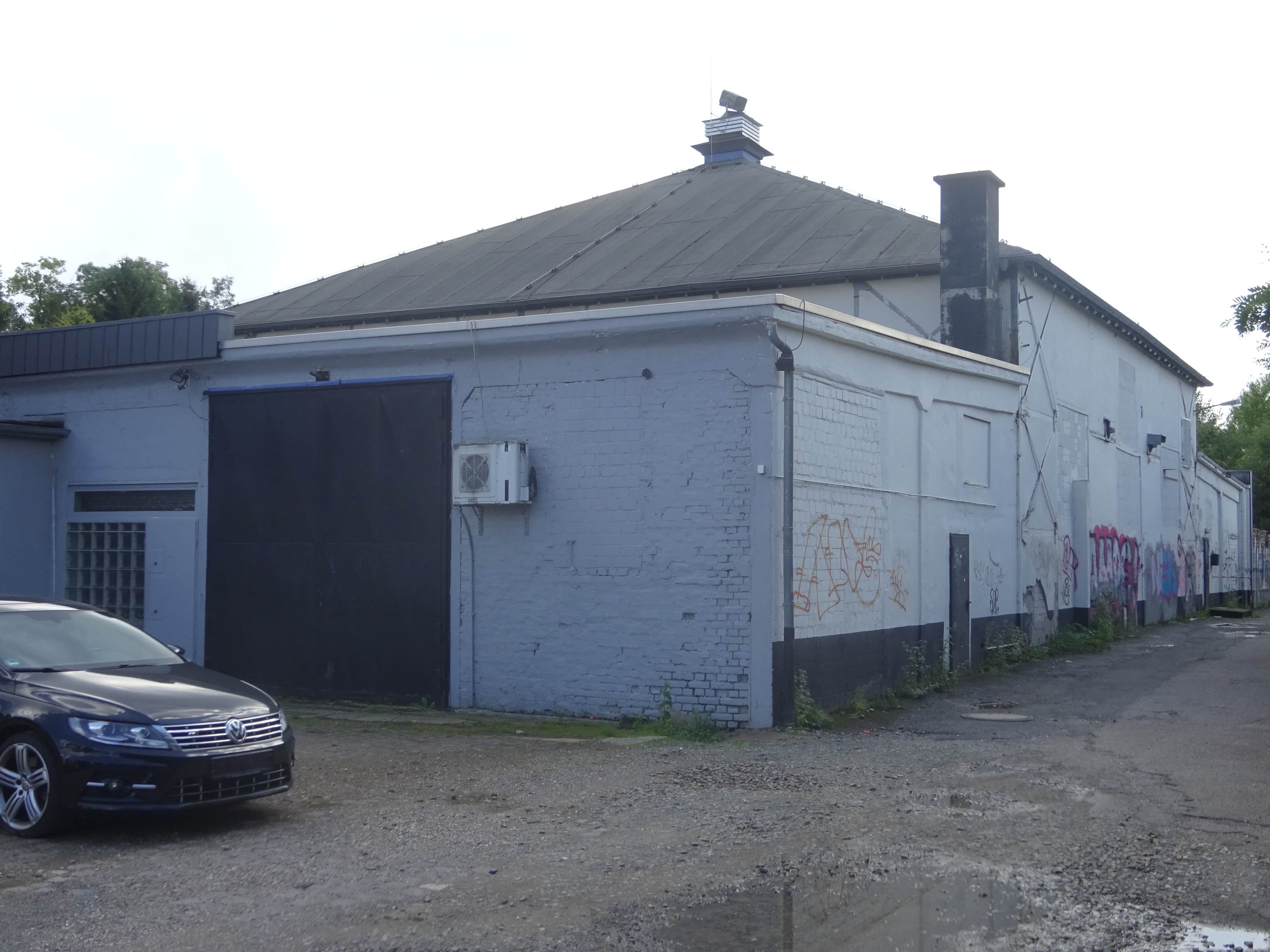
Werksseite
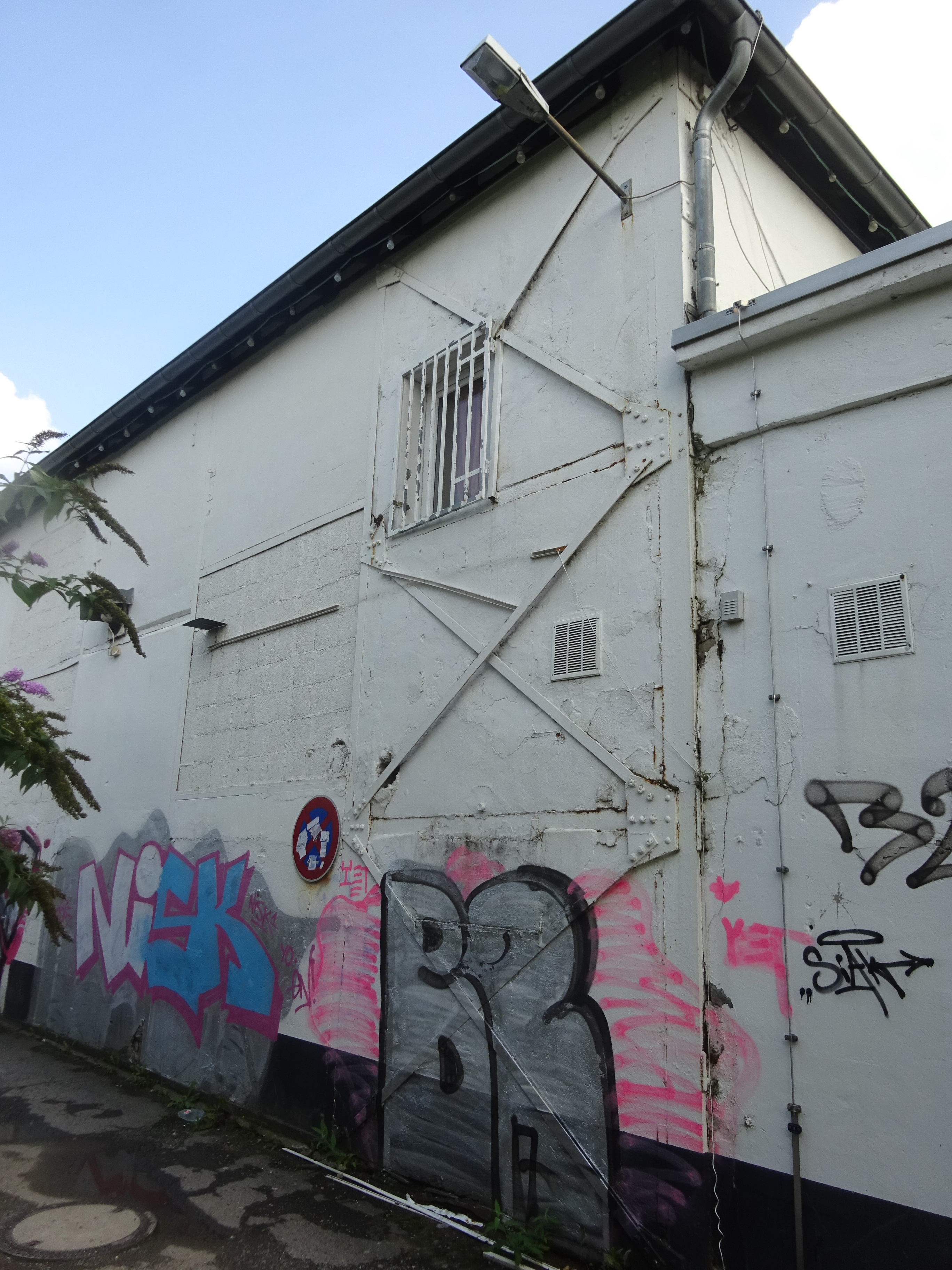
Eckausbildung
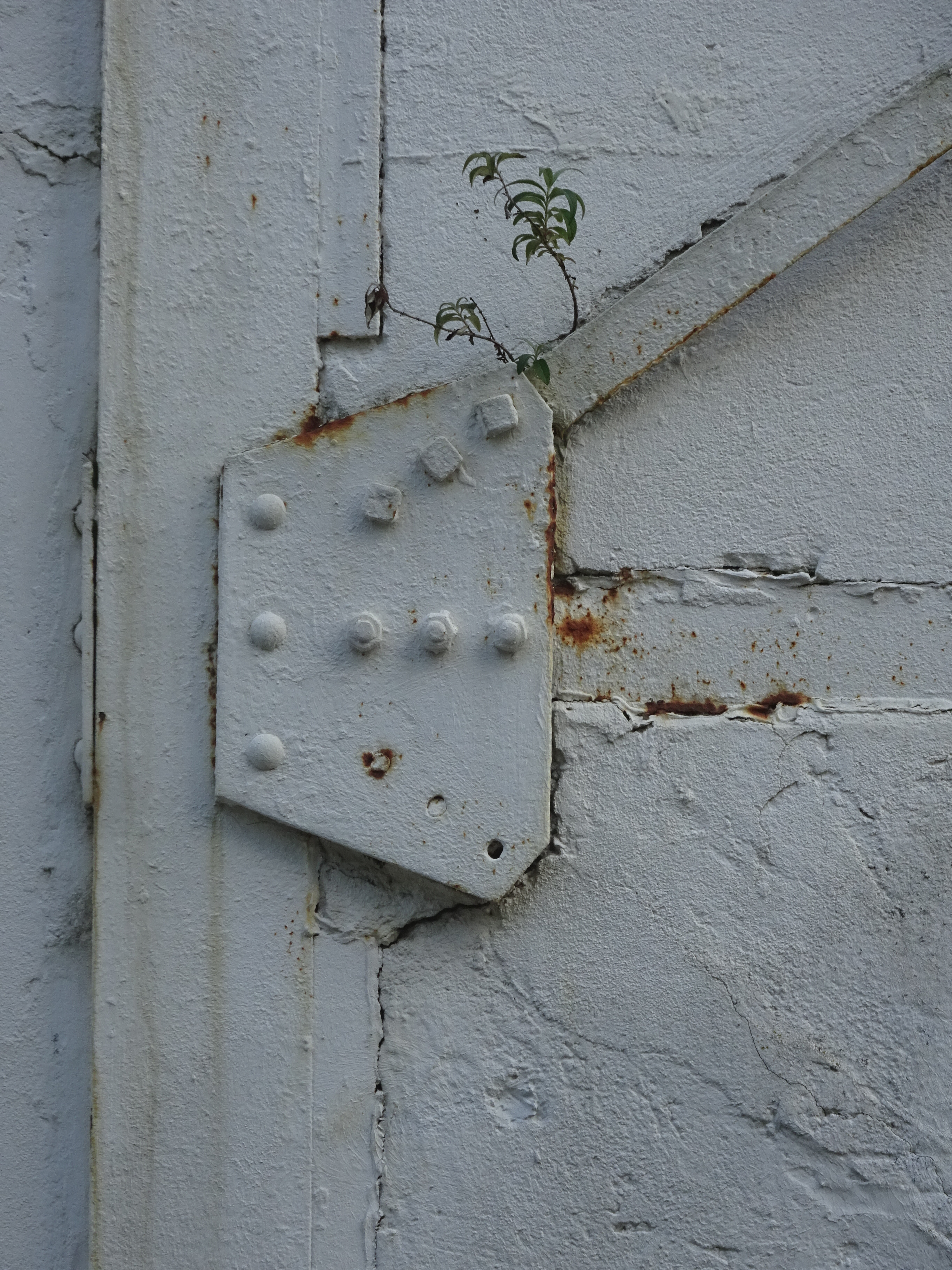
Knotenpunkt
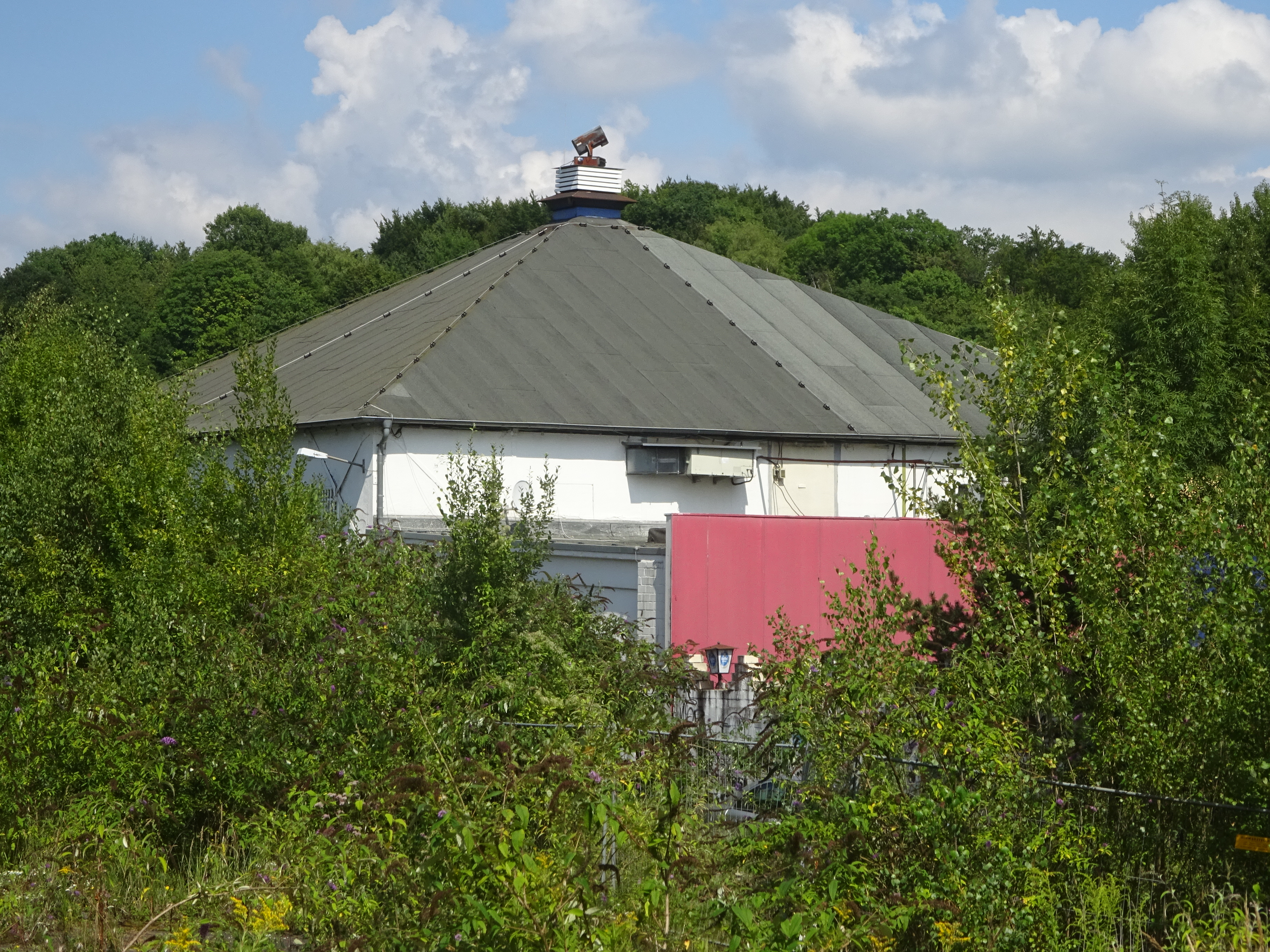
Pyramidendach